# NGC 3985
NGC 3985 ist eine spiralförmige Zwerggalaxie vom Hubble-Typ SBm im Sternbild Großer Bär am Nordsternhimmel. Sie ist schätzungsweise 45 Millionen Lichtjahre von der Milchstraße entfernt und hat einen Durchmesser von etwa 15.000 Lj. Die Galaxie ist Mitglied des Ursa-Major-Galaxienhaufens.
Im selben Himmelsareal befinden sich u. a. die Galaxien NGC 3949 und NGC 3950.
Das Objekt wurde  am 5. Februar 1788 von dem deutsch-britischen Astronomen Wilhelm Herschel entdeckt.